# Pakistán en los Juegos Olímpicos de Vancouver 2010
Pakistán estuvo representado en los Juegos Olímpicos de Vancouver 2010 por un deportista masculino que compitió en esquí alpino.
El portador de la bandera en la ceremonia de apertura fue el esquiador alpino Muhammad Abbas. El equipo olímpico pakistaní no obtuvo ninguna medalla en estos Juegos.